# Història d'Alaska

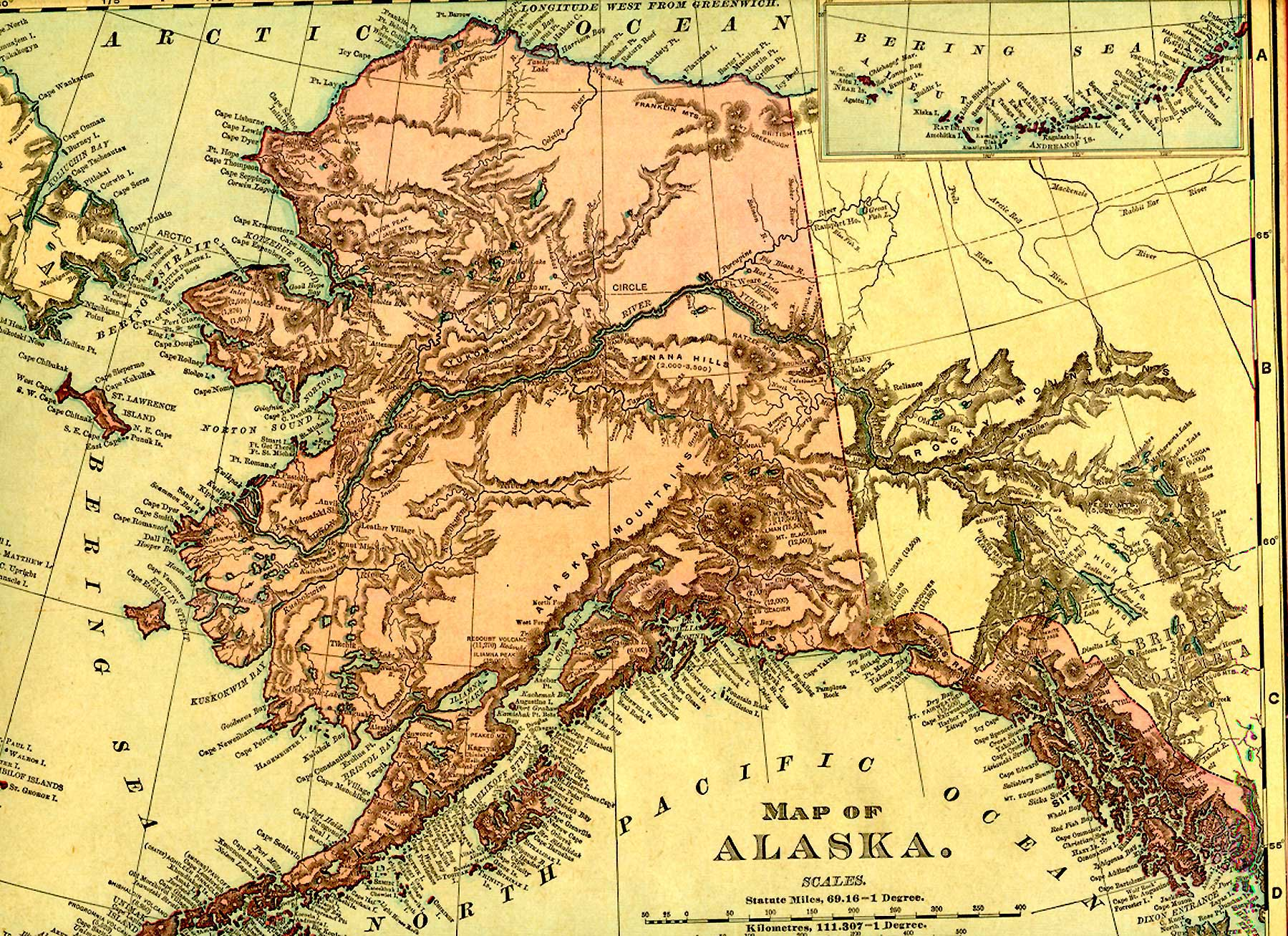
Alaska el 1895 (Rand McNally). La frontera sud-est d'Alaska que es mostra estava en disputa entre els Estats Units i el Canadà i és anterior a la delimitació definitiva

La història d'Alaska es remunta al Paleolític superior, cap al 14.000 aC, quan grups provinents d'Àsia van creuar el pont de Beríngia fins a l'oest d'Alaska. En el moment del contacte amb els europeus pels exploradors russos el territori era poblat per pobles indígenes d'Alaska. El nom "Alaska" deriva de la paraula aleutiana Alaxsxaq, que significa 'terra ferma' (literalment, 'l'objecte cap al qual es dirigeix l'acció del mar').
Durant la dècada de 1890 la febre de l'or arriba a Alaska i a les terres veïnes del Yukon, i porta milers de miners i colons fins a Alaska. Se li va concedir l'estatus territorial el 1912. El 1942 dues de les Illes Aleutianes més allunyades, Attu i Kiska, són ocupades pels japonesos i la seva recuperació pels Estats Units esdevé una qüestió d'orgull nacional. La construcció de bases militars va contribuir al creixement de la població en algunes ciutats. El 3 de gener de 1959 se li concedí la condició d'estat de la Unió.
El 1964 hi tingué lloc un gran terratrèmol en què moriren 131 persones, mentre que el descobriment de petroli el 1968 a Prudhoe Bay i la finalització el 1977 de l'oleoducte Trans-Alaska donà lloc a un important auge econòmic. El 1989, l'Exxon Valdez xocà contra un escull al Prince William Sound, i vessà entre 42.000 i 130.000 m³ de cru, que s'estengué per més de 1.600 km de costa.

## Prehistòria

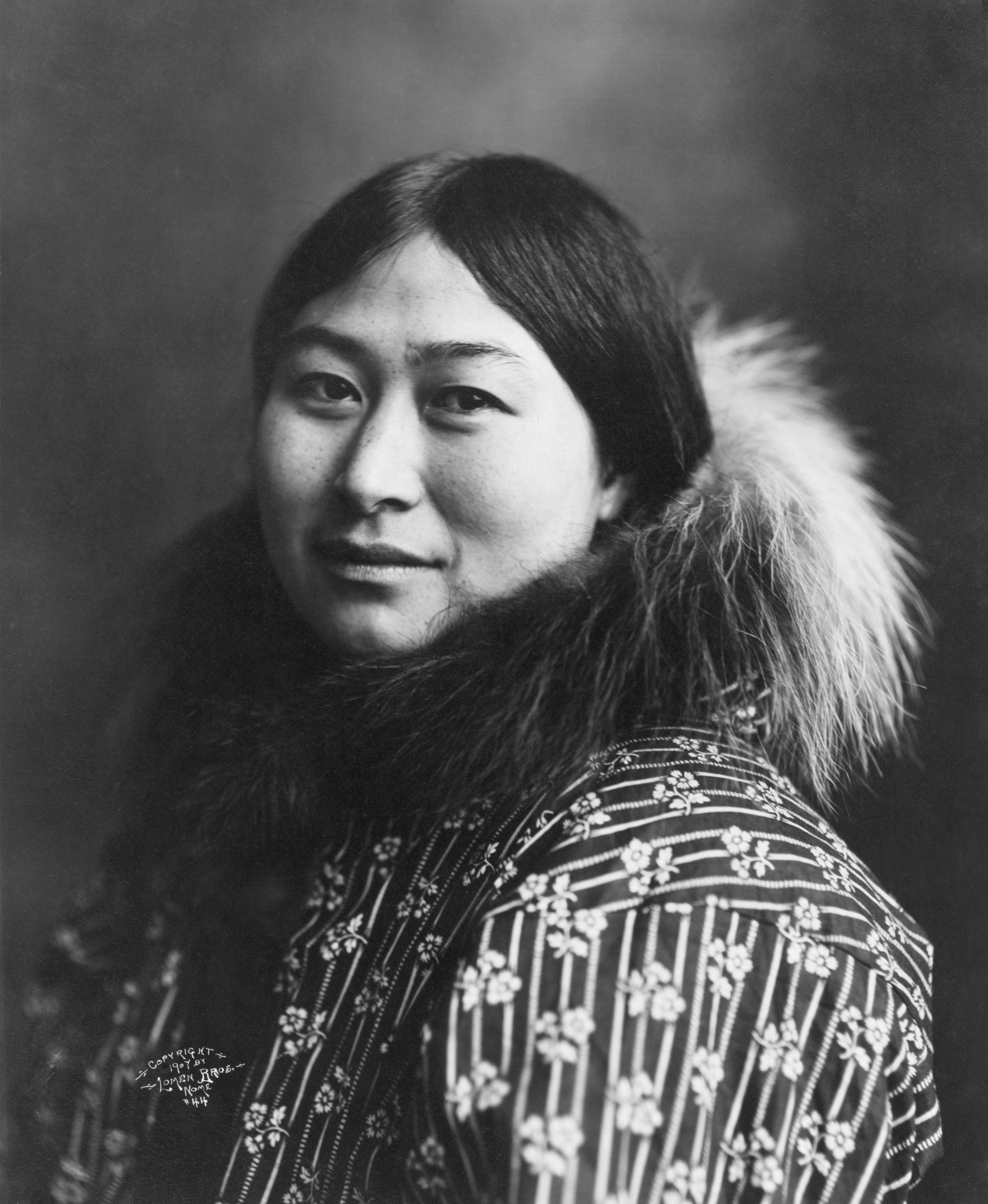
Una dona Inupiaq, Nome, c. 1907

Alguns grups de famílies es van traslladar durant el Paleolític cap al nord-oest d'Amèrica del Nord en algun moment entre el 16000 i el 10000 aC al pont de Beríngia fins a l'oest d'Alaska. Alaska fou poblada pels inuit i una varietat de pobles d'origen euroasiàtic. Actualment els primers pobladors d'Alaska es divideixen en alguns grups: els indis del sud-est costaner (els tlingit, haida i tsimshian), els atapascans, els aleutians, i els dos grups d'esquimals, els inupiat i els yup'ik.
Les migracions costaneres procedents d'Àsia foren probablement la primera onada d'éssers humans que creuaren el pont de terra de Beríngia, i molts d'ells es van establir inicialment a l'interior del que avui és Canadà. Els tlingit van ser els més nombrosos d'aquest grup, i ocuparen la major part de la costa sud d'Alaska en el moment del contacte europeu. Són el grup més septentrional de les cultures avançades de la costa nord-oest del Pacífic, reconeguts pel seu art complex, els sistemes polític, cerimonial i legal, conegut com a potlatch. La part sud de l'illa Príncep de Gal·les va ser colonitzada per haides que fugien de la persecució d'altres haides procedents de les Illes de la Reina Carlota. Els aleutians es van establir a les illes de la serralada Aleutiana fa aproximadament 10.000 anys.
Les pràctiques culturals i de subsistència varien àmpliament entre els grups indígenes, que es van distribuir per vastes regions geogràfiques.

## Seglexviii

### Primer poblament rus

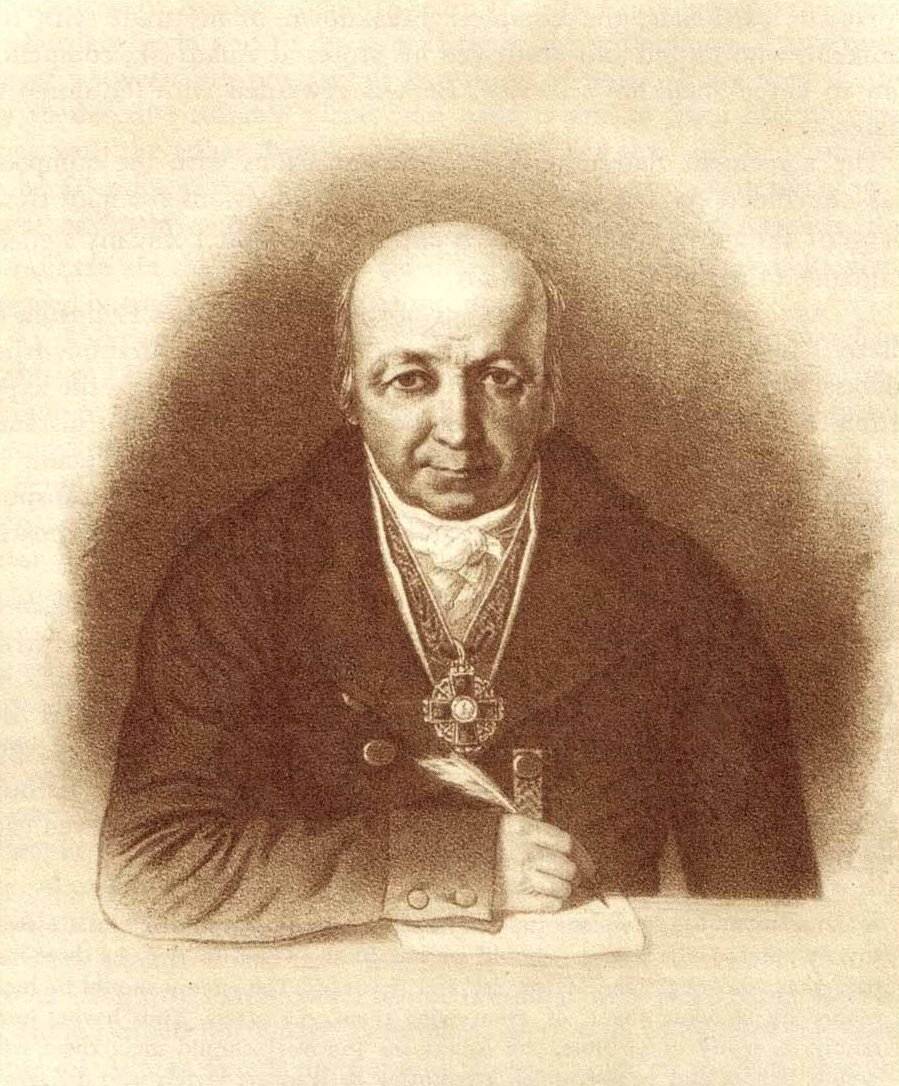
Aleksandr Baranov, "lord d'Alaska"

En algunes illes i parts de la península d'Alaska, alguns grups de comerciants havien estat capaços de coexistir relativament en pau amb els habitants locals. Altres grups havien patit violència, amb segrestos, esclavitud i famílies que es veien obligades a separar-se i establir-se en un altre indret. A més, el vuitanta per cent de la població aleutiana morí per culpa de malalties contra les quals no estaven immunitzats durant les dues primeres generacions de contacte rus.
El 1784 Grigori Ivànovitx Xélikhov arribà a la badia Three Saints, a l'illa Kodiak, on posteriorment fundà el primer assentament permanent de Rússia a Alaska, alhora que matava centenars d'indígenes koniag. Pels volts de 1788 Xélikhov havia creat diversos assentaments russos en una àmplia regió, incloses zones continentals al voltant de Cook Inlet.
Els russos controlaven els hàbitats més valuosos de les llúdries marines, a la zona de les Kurils, Kamtxatka i les illes Aleutianes. La seva pell era més gruixuda, més brillant i negra que la de les llúdries marines de la costa nord-oest del Pacífic i Califòrnia. Els russos, per tant, van avançar cap a la costa americana només després que altres varietats de major qualitat entressin en franca decadència durant el darrer quart del segle xviii. L'entrada russa a la costa del nord-oest d'Amèrica fou lenta per l'escassetat de vaixells i mariners. La badia Yakutat es va assolir el 1794 i l'assentament de Slavorossia no es construí fins al 1795. El reconeixement de la costa fins a les Illes de la Reina Carlota el va fer James Shields, un empleat britànic de la Companyia de Golikov-Xélikhov. El 1795 Aleksandr Baranov, que havia estat contractat el 1790 per gestionar l'empresa pelletera de Xélikhov, navegà fins al Sitka Sound, i el reclamà per a Rússia. En anys posteriors arribaren nombrosos grups de caçadors i el 1800 tres quartes parts de les captures de llúdries marines de l'Amèrica russa procedien de l'àrea de Sitka. El juliol 1799 Baranov va tornar a bord del bergantí Oryol i establí l'assentament d'Arkhànguelsk, el qual va ser destruït per tlingits el 1802, però reconstruït el 1804 i rebatejat com a Novo-Arkhànguelsk. Ben aviat es convertirà en el principal assentament i capital colonial de l'Amèrica russa. Després de la compra d'Alaska va ser rebatejat amb el nom de Sitka, la primera capital del Territori d'Alaska.

### L'activitat missionera

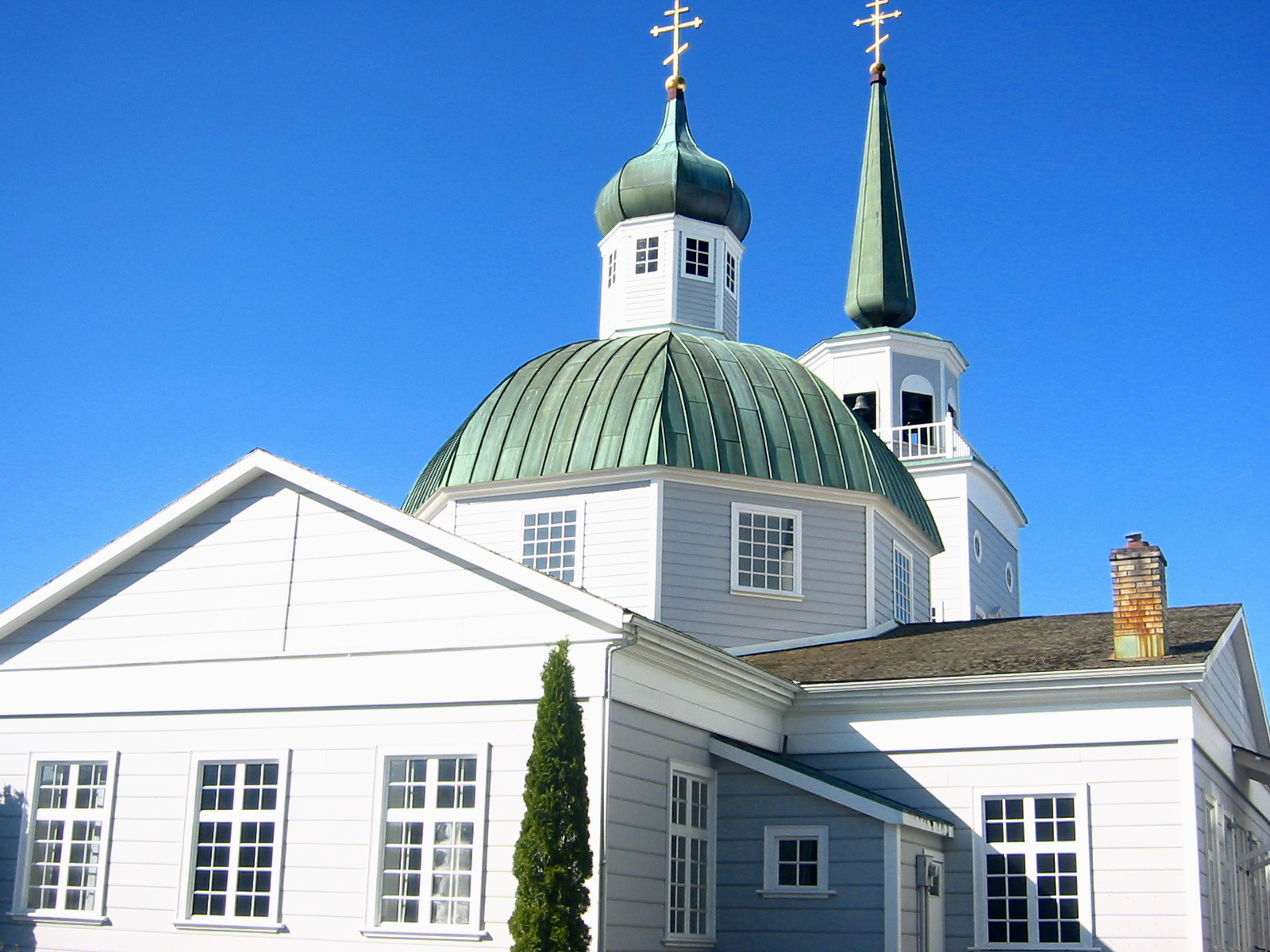
Catedral de Sant Miquel a Sitka. L'estructura original es construí el 1848 i es cremà el 2 de gener de 1966. La catedral fou reconstruïda a partir de plànols de l'estructura original i conté restes rescatades del foc

L'Església ortodoxa russa s'havia introduït a la zona d'una manera informal entre la dècada de 1740 i la de 1780 pels comerciants de pells. El 1784, quan es construí el primer assentament a la badia Three Saints, també arribaren els primers missioners i clergues que es quedaren a viure a la zona. Aquesta activitat missionera continuaria durant el segle xix, i deixà el rastre més visible de l'època colonial russa a l'Alaska actual.

### Intents de colonització espanyols

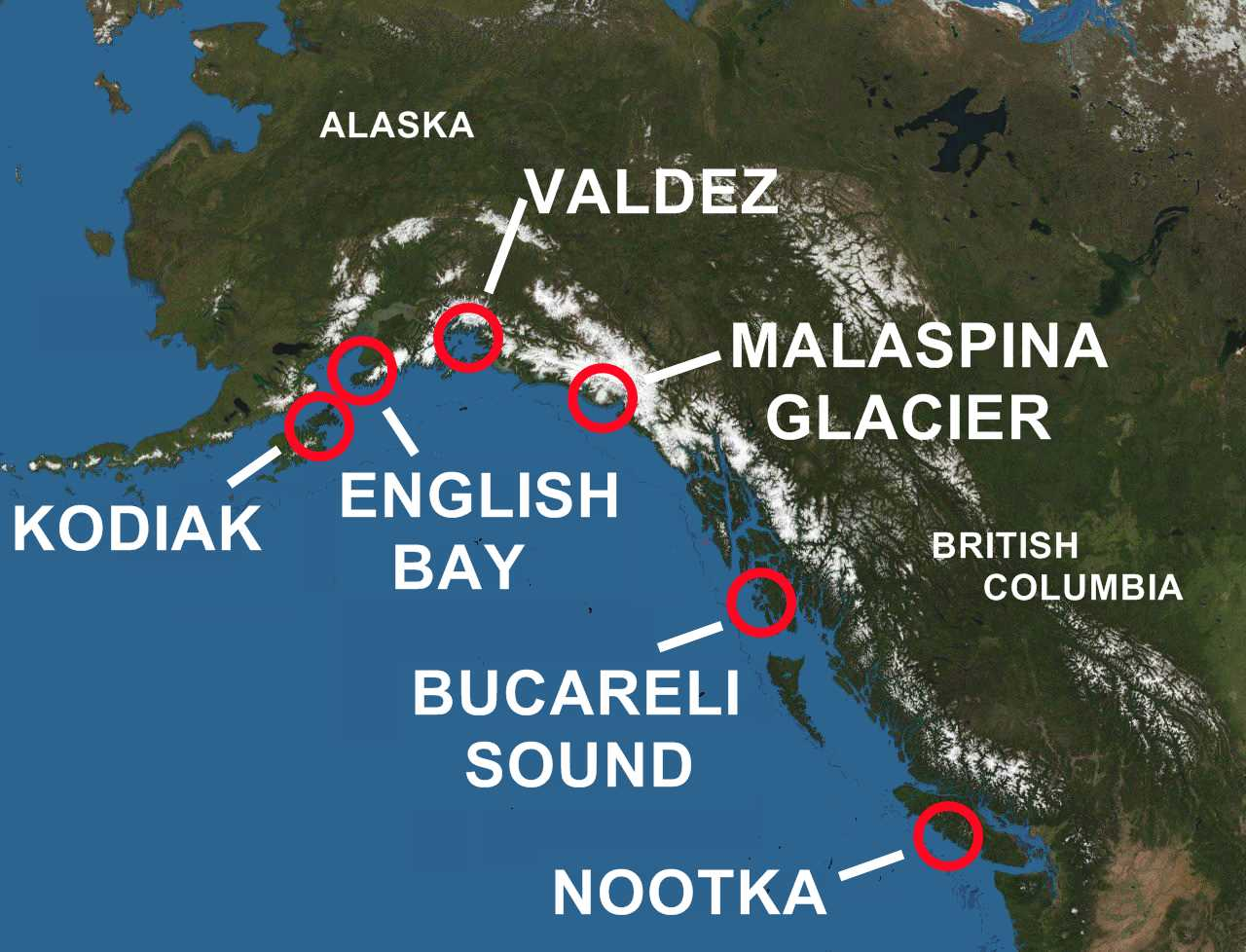
Presència espanyola a la Colúmbia Britànica i Alaska.

Les reclamacions espanyoles sobre Alaska daten de la butlla papal de 1493 que va assignar als espanyols el dret a colonitzar la costa oest d'Amèrica del Nord. Quan els països rivals, entre ells la Gran Bretanya i Rússia, van començar a mostrar interès per Alaska al segle xviii, el rei Carles III d'Espanya va enviar una sèrie d'expedicions per reafirmar les reclamacions espanyoles de la costa nord del Pacífic d'Amèrica del Nord, incloent Alaska.
El 1775 Bruno de Heceta va dirigir una expedició destinada a consolidar les reclamacions espanyoles al Pacífic nord. Un dels dos vaixells de l'expedició, el Sonora, sota el comandament de Bodega y Quadra, va arribar als 58° N, entrant al Sound i reclamant formalment la regió per a Espanya.
L'expedició de 1779 d'Ignacio de Arteaga i Bodega y Quadra arribà fins a Port Etches, a l'illa Hinchinbrook, i s'endinsà pel Prince William Sound. Van arribar fins a latitud de 61°N, el punt més septentrional obtingut per Espanya. També van explorar el Cook Inlet i la península de Kenai, on van realitzar una cerimònia de possessió en un indret que actualment s'anomena Port Chatham.
El 1788 dos vaixells espanyols, comandats per Esteban José Martínez i Gonzalo López de Haro, van navegar cap al nord per investigar l'activitat comercial russa. Haro va arribar a l'illa de Kodiak al juny i es va posar en contacte amb els russos a la badia Three Saints. Després d'haver obtingut informació i mapes del comandant Evstratii Delarov, Haro s'uní a Martínez a l'illa Sitkinak, per marxar junts cap a l'illa d'Unalaska i el gran assentament rus d'Unalaska. La visita a Unalaska marca el punt més occidental assolit durant els viatges espanyols d'exploració a Alaska.
El 1790 l'explorador català Salvador Fidalgo va dirigir una expedició que va incloure visites a indrets de l'actual Àrea censal de Valdez-Cordova, en què es van les habituals actes de sobirania. Fidalgo va navegar fins a l'illa de Kodiak sense arribar a contactar amb el petit assentament rus establert allà. Posteriorment estudià l'assentament rus d'Alexandrovsk (avui English Bay o Nanwalek), al sud-oest de l'actual Anchorage, a la península de Kenai, on de nou es va dur a terme una cerimònia formal de sobirania.
El 1791 Alessandro Malaspina visità Alaska durant la seva exploració científica per l'oceà Pacífic de quatre anys. El motiu principal del seu viatge a Alaska va ser investigar una entrada de mar on alguns hi creien veure l'accés al mític Pas del Nord-oest. Els vaixells va passar prop d'un mes a la zona, ara coneguda com a badia Yakutat, on entrà en contacte amb els tlingit, però no descobrí l'anhelat pas
Finalment Espanya es va retirar del Pacífic Nord i transferí les terres reclamades a la regió als Estats Units al Tractat Adams-Onís de 1819. Actualment el record d'Espanya a Alaska es limita a poc més que un pocs topònims, com ara la glacera de Malaspina i la ciutat de Valdez.

### Presència britànica
El capità James Cook, a mig camí a través del seu tercer viatge i final de l'exploració en 1778, va navegar al llarg de la costa oest d'Amèrica del Nord a bord del HMS Resolució, per descomptat-Espanyol de Califòrnia tot el camí fins a l'estret de Bering. Durant el viatge, va descobrir el que va arribar a ser conegut com la cala de Cook (nomenat en honor de Cook el 1794 per George Vancouver, que havia servit sota el seu comandament) a Alaska. L'Estret de Bering va demostrar ser impracticable, encara que la Resolució i el seu company vaixell HMS Descobriment fet diversos intents per navegar a través d'ell. Els vaixells van sortir de l'estret de tornar a Hawaii el 1779.
Els assentaments britànics a Alaska en aquell moment es limitaven a petits i dispersos centres comercials als quals la major part dels colons hi arribaven per mar. El capità James Cook, a mig camí del seu tercer i darrer viatge d'exploració el 1778 navegà per tota la costa oest d'Amèrica del Nord a bord del HMS Resolution, des de la Califòrnia esponyola fins a l'Estret de Bering. Durant el viatge va descobrir el que posteriorment s'ha conegut com a Cook Inlet i que fou batejat en honor seu el 1794 per George Vancouver, que havia servit sota el seu comandament. L'Estret de Bering va demostrar ser impracticable, tot i que la Resolution i la seva companya HMS Discovery va fer diversos intents per navegar a través d'ell. Els vaixells van sortir de l'estret per tornar a Hawaii el 1779.
L'expedició de Cook va impulsar els britànics a incrementar les seves travessies per la costa nord-oest, seguint les petjades dels espanyols. Els principals centres, propietat de la Companyia de la Badia de Hudson, operaren a Fort Yukon, al riu Yukon, Fort Durham (també conegut com a Fort Taku), a la desembocadura del riu Taku i Fort Stikine, prop de la desembocadura del riu Stikine durant tot el segle xix.

## Seglexix

### Darrers assentaments russos i la Comanyia russo-americana (1799-1867)

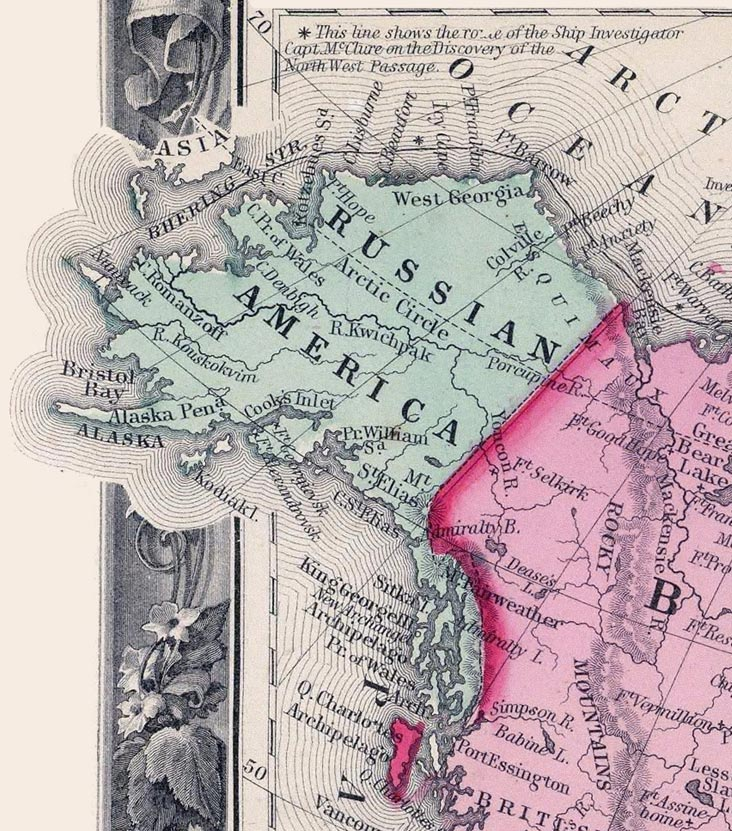
Mapa de 1860 de l'Amèrica russa.

El 1799 el gendre de Shelikof, Nikolai Petróvitx Rezànov, va adquirir el monopoli del comerç de la pell procedent d'Amèrica del tsar Pau I i va formar la Companyia Russo-Americana. Com a part de l'acord, el tsar esperava de la companyia que establís nous assentaments a Alaska per així ampliar la colonització.
Per 1804 Aleksandr Baranov, gerent de la Companyia Russo-Americana, havia consolidat la companyia a la zona després de la seva victòria sobre un clan Tlingit local a la batalla de Sitka. Malgrat aquests esforços dels russos mai arribaren a colonitzar completament Alaska. El monopoli rus sobre el comerç es veia debilitat per la Companyia de la Badia de Hudson, que va establir un centre comercial a l'extrem sud de l'Amèrica russa el 1833.
La Companyia Russo-Americana es va veure perjudicada el 1821 per un seguit d'esmenes als seus estatuts que va entregar la gestió a l'Armada Imperial Russa i prohibí participar en els estrangers en l'economia d'Alaska. Aviat va entrar en vigor la Convenció anglo-russa de 1825 que va permetre als comerciants britànics comerciar a Alaska. La Convenció també va establir la major part de la frontera entre Alaska i la Nord-amèrica britànica.
El Tractat russo-estatunidenc de 1824 que prohibia la presència de comerciants estatunidencs per sobre dels 54° 40′ de latitud nord fou àmpliament ignorat i això va debilitar encara més als russos a Alaska. Com a molt foren 700 els russos que van viure a l'Amèrica russa.
Tot i que a mitjans del segle xix no fou un bon període pels russos a Alaska, les condicions van millorar pels indígenes que vivien a la costa d'Alaska i havien sobreviscut al contacte. Els tlingits mai van ser conquerits i continuaren la guerra contra els russos en la dècada de 1850. Els aleutians, tot i que patiren un descens de la població durant la dècada de 1840, finalment es va recuperar.

### Compra d'Alaska

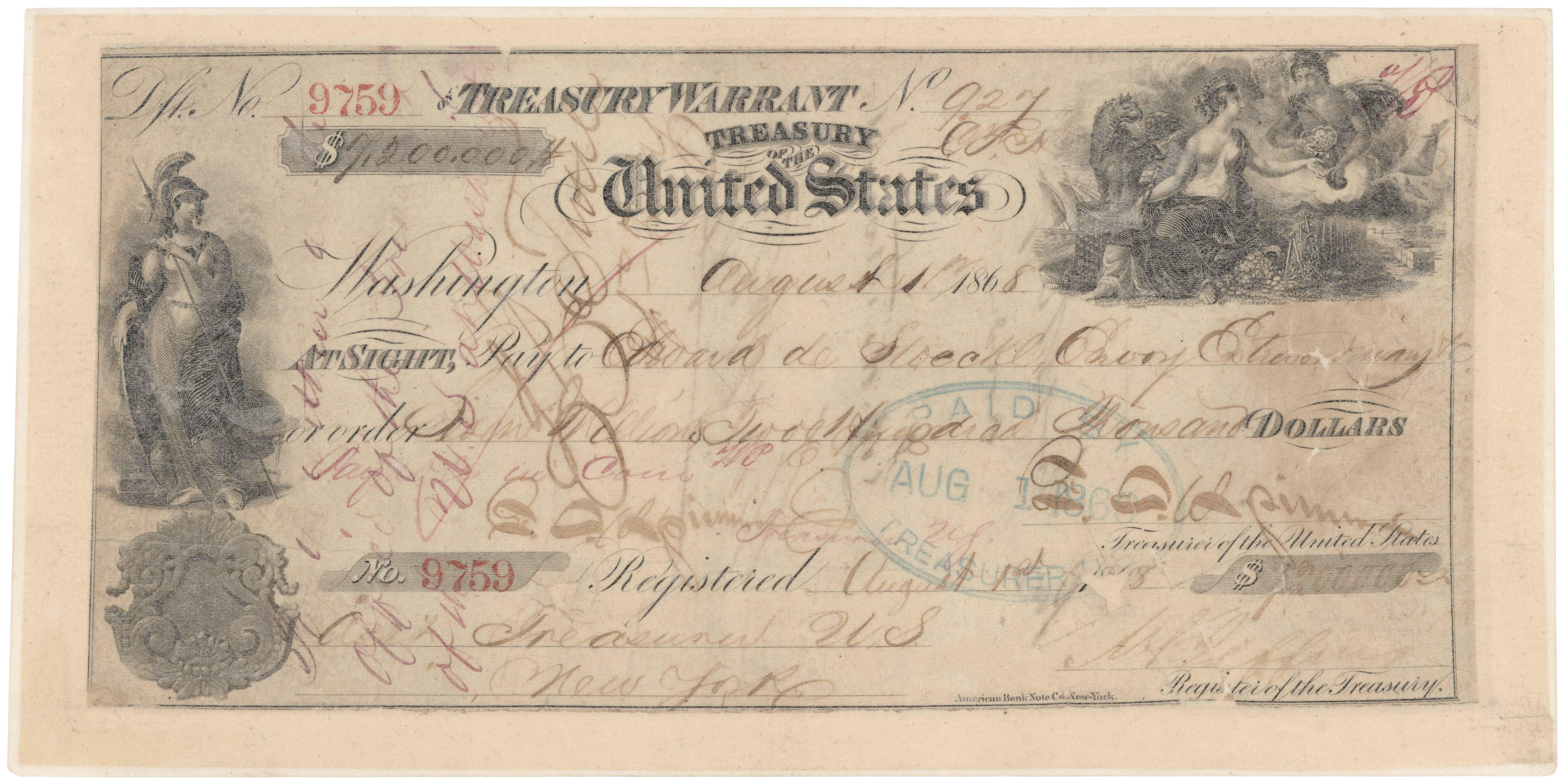
Xec utilitzat per la compra d'Alaska. Té un valor de 7,2 milions de dòlars.

Les dificultats financeres de Rússia, el desig de mantenir fora d'Alaska els britànics i els baixos beneficis del comerç amb els assentaments d'Alaska, van contribuir a la bona voluntat de Rússia de vendre les seves possessions a Amèrica del Nord. A instàncies del secretari d'Estat dels Estats Units William Seward, el Senat dels Estats Units va aprovar la compra d'Alaska a Rússia per 7.200.000 dolars l'1 d'agost de 1867. Aquesta compra va ser popularment coneguda als Estats Units com a "Seward Folly" (el caprici de Seward) i no fou gens popular en aquell moment, tot i que la posterior descoberta d'or i petroli van demostrar la seva utilitat.
Després de la venda de l'Amèrica russa als Estats Units tots els fons de la Companyia Russo-Americana van ser liquidats.

### El departament d'Alaska (1867-1884)
Amb la hissada de la bandera dels Estats Units per primera vegada el 18 d'octubre de 1867 (actualment és el Dia d'Alaska), també es passà del calendari julià al calendari gregorià. Això va fer que els residents a Alaska passessin d'estar a divendres 6 d'octubre a divendres 18 octubre de 1867 per culpa de la diferència existent entre els dos calendaris.
Durant l'existència del Departament, entre 1867 i 1884, Alaska va estar sota la jurisdicció de l'Exèrcit dels Estats Units (fins al 1877), el Departament del Tresor (de 1877 a 1879) i la Marina dels Estats Units (de 1879 a 1884).
Quan Alaska va ser comprada la major part del seu territori va romandre inexplorat. El 1865 la Western Union establí la línia de telègraf a través d'Alaska fins a l'estret de Bering, on es connectaria, per sota l'aigua, amb una línia asiàtica. També es van fer els primers estudis científics de la regió, que van donar lloc al primer mapa de tot el riu Yukon. L'Alaska Commercial Company i els militars van contribuir a la creixent exploració d'Alaska durant les darreres dècades del segle xix, construint centres comercials al llarg de molts rius de l'interior.

### El districte d'Alaska (1884-1912)

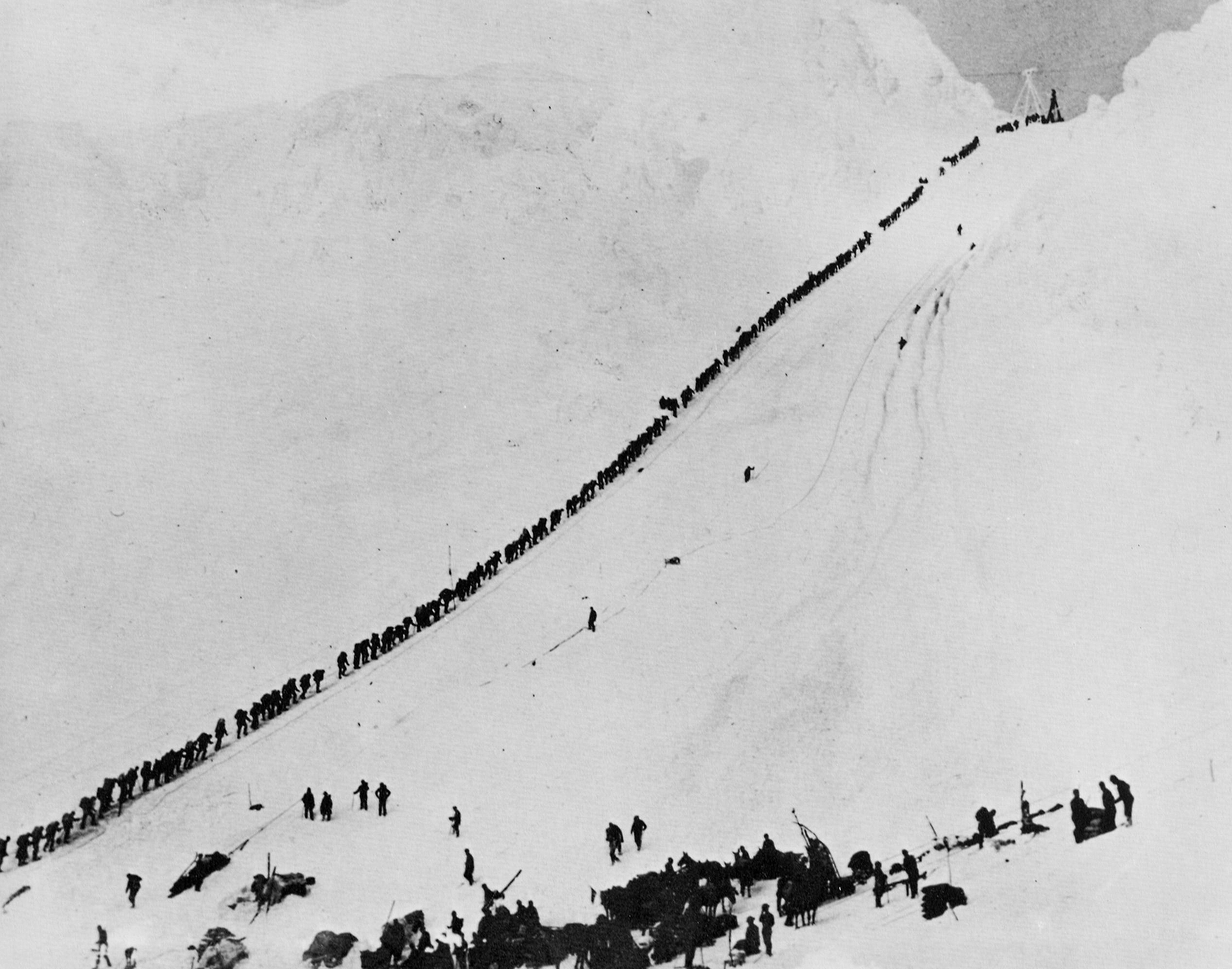
Miners escalant el pas de Chilkoot durant la Febre de l'or de Klondike.

El 1884 la regió va ser organitzada i el nom fou canviat de Departament d'Alaska a Districte d'Alaska. Alhora, els legisladors de Washington, D.C., estaven més ocupats en la reconstrucció del país després de la Guerra Civil que no pas en Alaska. El 1896, el descobriment d'or al territori de Yukon, al veí Canadà, va reunir milers de miners i nous pobladors a Alaska, i ràpidament va posar fi a una depressió econòmica de quatre anys. Encara que no estava clar si també hi havia or a Alaska, Alaska se'n beneficià enormement perquè era la ruta més fàcil per accedir a les mines d'or del Yukon. Nombroses ciutats noves, com Skagway, deuen la seva existència a la febre d'or al Canadà. La història d'Alaska no estaria completa si no es mencionés Soapy Smith, el cap del crim organitzat que dirigia el major imperi criminal durant la febre d'or d'Alaska, fins que fou mort durant el tiroteig de Juneau Wharf.
El 1899 es va trobar or a la mateixa Alaska, a Nome, construint-se diversos pobles posteriorment com ara Fairbanks i Ruby. El 1902 començà la construcció del ferrocarril d'Alaska, que enllaçaria Seward amb Fairbanks el 1914, però que encara en l'actualitat no la connecta amb la resta dels 48 estats continentals. Amb tot, es construí una ruta terrestre, que reduïa el temps de transport als estats contigus de manera significativa. Les indústries de la mineria del coure, la pesca i les conserves començaren a popularitzar-se a primers del segle xx, amb 10 fàbriques de conserves en algunes ciutats importants.
La delimitació definitiva de la frontera amb el Canadà no quedà resolta fins al 1903.
En el canvi de segle la pesca comercial va guanyar terreny a les Illes Aleutianes. S'obriren diverses empreses conserveres de bacallà, arengada i salmó. La caça de balenes va continuar, deixant a la vora de l'extinció les balenes de Groenlàndia per l'oli dels seus teixits. Els aleutians aviat va patir greus problemes per culpa de l'esgotament de les pells de foca i les llúdries marines que necessitaven per sobreviure. A més de necessitar la carn com a aliment, també utilitzaven les pells per cobrir els vaixells, sense els quals no podien caçar. Els estatunidenc també es va expandir per l'interior i l'Àrtida d'Alaska, explotant les pells, pesca i altres animals dels quals els nadius depenien.

## Segle XX

### Territori d'Alaska (1912-1959)
Quan el Congrés va aprovar la Segona Llei Orgànica el 1912, Alaska es va reorganitzar i va passar a anomenar-se el territori d'Alaska. El 1916 la seva població era de 58.000 habitants. James Wickersham, delegat al Congrés, va presentar el primer projecte de llei d'Alaska, però va fracassar per l'escassa població i la manca d'interès dels habitants. Fins que el president Warren G. Harding no visità Alaska, el 1923, no augmentà l'interès per ser Estat. Segons la Segona Llei Orgànica, Alaska havia estat dividit en quatre divisions, la més poblada de les quals, la capital de la qual era Juneau, es plantejà si podria arribar a ser un estat independent dels altres tres. El control del govern era la principal preocupació, amb 52 agències federals que regien el territori.
El 1920 la Llei Jones exigeix que totes les mercaderies transportades entre ports dels Estats Units ho havien de fer en vaixells de pavelló, construïts als Estats Units i propietat i tripulats per ciutadans residents als Estats Units. Això va afectar significativament Alaska, ja que a partir d'aquell moment totes les mercaderies van haver de passar per Seattle abans d'arribar a la destinació definitiva, fent Alaska totalment dependent de Washington. La Cort Suprema dels Estats Units va dictaminar que la disposició de la Constitució no era aplicable perquè Alaska era només un territori. Els preus de les empreses de càrrega de Seattle començaren a pujar per prendre avantatge de la situació. Aquesta situació va crear una atmosfera d'enemistat entre els habitants d'Alaska que van veure com la riquesa generada pel seu treball marxava a les mans d'empreses de Seattle.
La Gran depressió va fer que els preus del peix i coure, essencials per a l'economia d'Alaska del moment, disminuïssin. Els sous es van reduir i la mà d'obra es va reduir en més de la meitat. El 1935 el president Franklin D. Roosevelt pensà a transferir població de les zones agrícoles estatunidenques fins a la Vall de Matanuska-Susitna per tal d'intentar l'agricultura d'autosuficiència. Els colons procedien majoritàriament d'estats com Michigan, Wisconsin i Minnesota per la creença que sols aquells acostumats a viure en climes similars al d'Alaska podrien espavilar-se allà.
L'exploració i colonització d'Alaska no hauria estat possible sense el desenvolupament de les aeronaus, que va permetre l'afluència de colons cap a l'interior de l'estat i el transport ràpid de persones i subministraments a tot ell. Amb tot, degut a les dures condicions climàtiques de l'estat, són nombroses les restes d'aeronaus que es troben dispersos per tot el seu domini.

#### Segona Guerra Mundial

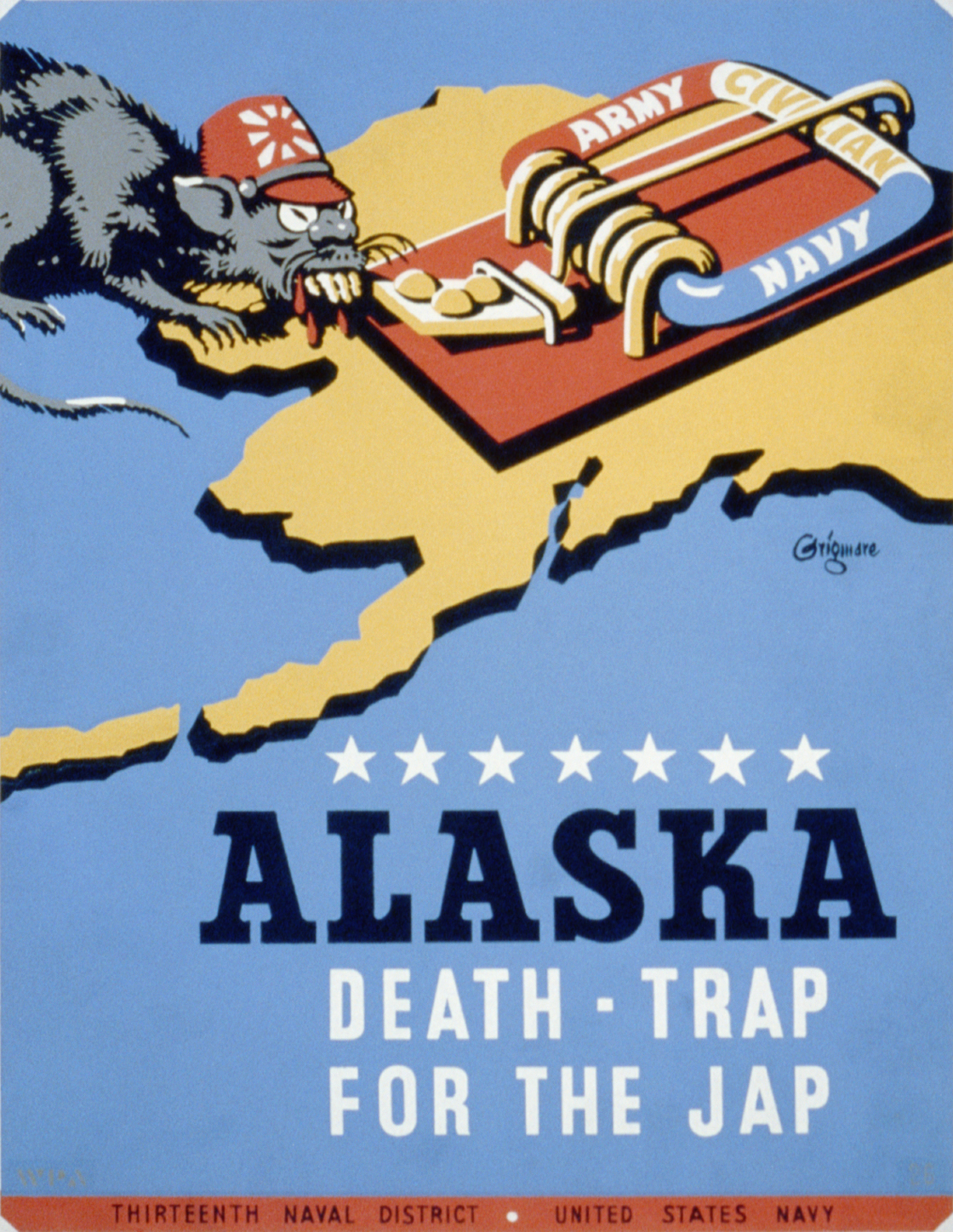
Cartell de propaganda de la Segona Guerra Mundial, que representa Alaska com un parany mortal pel Japó.

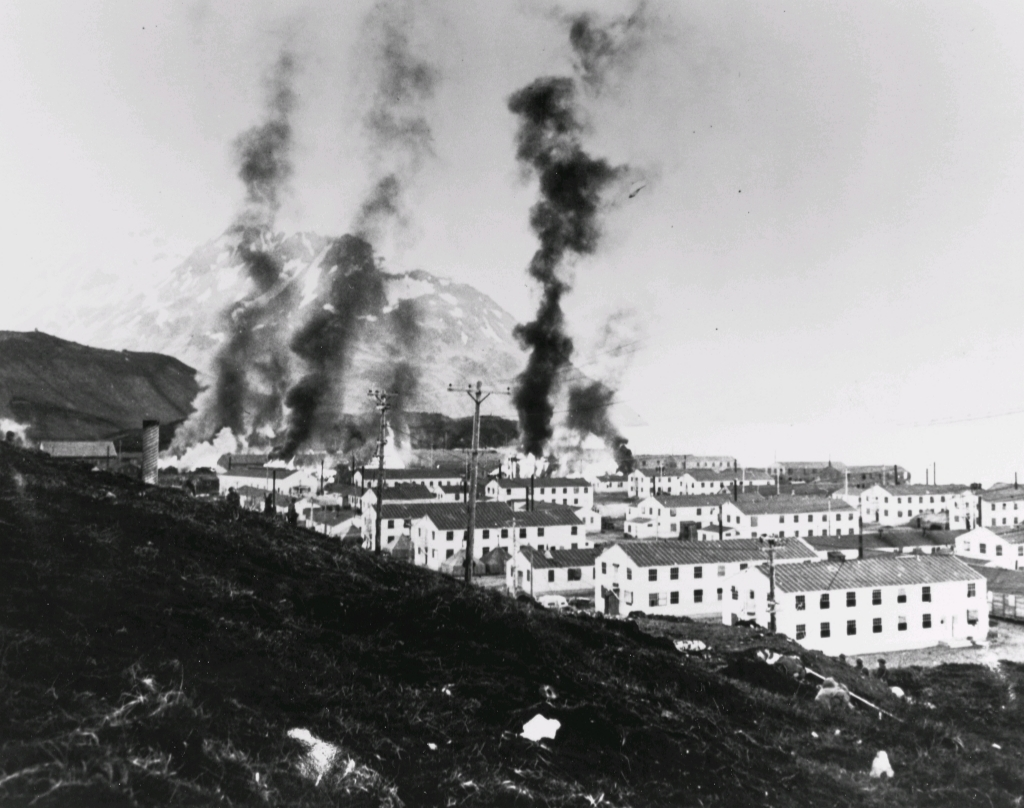
Edificis en flames després del primer atac japonès a Dutch Harbor, 3 de juny de 1942.

Durant la Segona Guerra Mundial dues de les Illes Aleutianes més allunyades, Attu i Kiska, van ser ocupades pels japonesos i la seva recuperació pels Estats Units es va convertir en una qüestió d'orgull nacional, ja que fou l'única part del territori continental dels Estats Units que fou ocupat per l'enemic durant la guerra.
El 3 de juny de 1942 els japonesos va llançar un atac aeri a Dutch Harbor, una base naval dels Estats Units a l'illa d'Unalaska, però fou repel·lida per les forces nord-americanes. Uns dies després, els japonesos van desembarcar en les illes Kiska i Attu, fent presoners als vilatans i portant-los al Japó fins al final de la guerra. Per la seva banda els pobladors aleutians de la zona foren evacuats cap al sud-est d'Alaska.
Attu fou recuperada el maig de 1943 després de dues setmanes d'intensos combats i 3.929 baixes nord-americanes: 549 morts, 1.148 ferits i 1.200 amb greus ferides provocades pel fred, 614 per malaltia i 318 la morts per causes diverses. Posteriorment els Estats Units van posar la seva atenció en l'altra illa ocupada, Kiska. De juny a agost, tones de bombes van ser llançades sobre la petita illa, tot i que els japonesos finalment van poder fugir en vaixells de transport. En acabar la guerra, els habitants d'Attu que havien sobreviscut al seu internament van ser acollits a Atka pel govern federal, que va considerar que els seus pobles originaris eren massa remots i difícils de defensar.
El 1942 es completà l'Autopista Militar Alaska-Canadà com a part d'una ruta de subministrament per terra fins a la Unió Soviètica, a l'altre costat de l'Estret de Bering. Es construeix des de Great Falls fins a Fairbanks i és la primera carretera estable que uneix Alaska amb la resta del continent. La construcció de bases militars, com la d'Adak, van contribuir al creixement de la població d'algunes ciutats d'Alaska. Anchorage gairebé es va duplicar la seva mida, passant dels 4.200 habitants el 1940 als 8.000 el 1945.

### Alaska es converteix en estat
Al tombant del segle XX s'inicia un moviment per avançar en la conversió d'Alaska en un nou Estat, però els legisladors dels altres 48 estats estaven preocupats perquè la població d'Alaska era molt escassa, distant i aïllada, i la seva economia era massa inestable perquè suposés un benefici pel conjunt del país. La Segona Guerra Mundial i la invasió japonesa va demostrar la importància estratègica d'Alaska, i la qüestió de la condició d'Estat es va agafar més seriosament, però va ser el descobriment de petroli al riu Swanson, a la península de Kenai el que va fer desaparèixer la imatge d'Alaska com una regió feble i dependent. El president Dwight D. Eisenhower va signar l'Alaska Statehood Act dins el Dret dels Estats Units el 7 de juliol de 1958, que va aplanar el camí per a l'admissió d'Alaska a la Unió el 3 de gener de 1959. Juneau, capital del territori, va continuar com a capital de l'estat, i William A. Egan va fer el jurament com a primer governador.
Alaska no està organitzada en comtats, com fan la resta d'estats, excepte Louisiana que ho fa en parròquies, sinó que està dividida en 16 boroughs i un "borough no organitzat" compost per totes les terres que no estan incloses en cap borough. Aquest borough està dividit artificialment en àrees censals per l'Oficina del Cens dels Estats Units sols per a finalitats estadístiques.

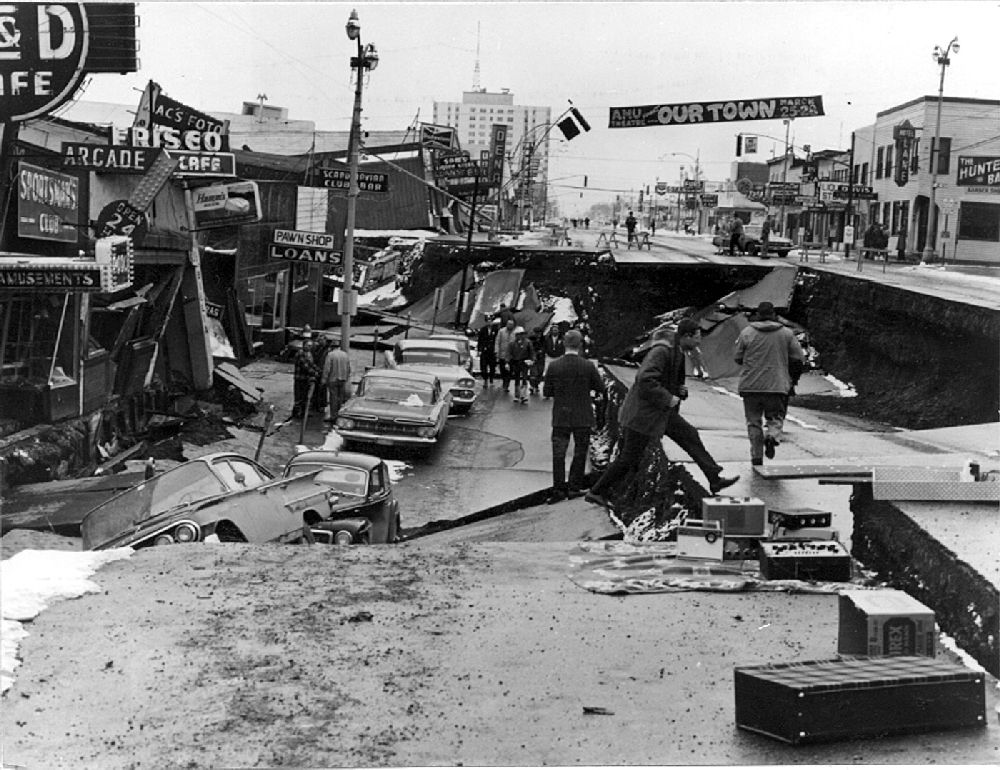
Danys del terratrèmol a Anchorage.

El 27 de març de 1964 un gran terratrèmol va assolar el sud i centre d'Alaska, movent-se la terra durant quatre minuts i una magnitud de 9,2. El terratrèmol, un dels més forts mai registrats a la Terra, va causar la mort de 139 persones, la majoria per culpa dels tsunamis que van assolar les localitats de Valdez i Chenega. Per tota la regió del Prince William Sound les ciutats i ports van ser destruïts i la terra es desplaçà amunt o avall. Allà on el terratrèmol no ho destruí fou el foc el que ho va fer. Tot i la magnitud de la catàstrofe, Alaska reconstruí moltes de les comunitats destruïdes.

### North to the Future
"North to the Future" és el lema oficial de l'estat d'Alaska, aprovat el 1967 pel centenari de la compra d'Alaska. El 1963 la Comissió pel Centenari d'Alaska va decidir patrocinar un concurs per trobar un lema i emblema del centenari que expressés el caràcter únic de l'Estat d'Alaska. Es van oferir 300,00 $ pel guanyador. Es van rebre 761 sol·licituds i el desembre de 1963 la Comissió va anunciar que havia seleccionat el lema proposat pel periodista de Juneau Richard Peter.

### De 1968 a l'actualitat

#### Descoberta de petroli, ANSCA i l'oleoducte Trans-Alaska
El descobriment de petroli el 1968 a North Slope, a Prudhoe Bay, havia de canviar el panorama polític d'Alaska durant dècades.
Aquest descobriment va catapultar la qüestió de la propietat de la terra dels nadius als titulars. A mitjans dels anys 60 molts grups tribals d'Alaska s'havien unit en un esforç per guanyar el títol de propietat de les terres que els arrabassaren els europeus, però el govern havia respost amb lentitud abans del descobriment de Prudhoe Bay. El govern va tirar endavant un gasoducte que havia de creuar l'estat, necessari per conduir el petroli d'Alaska al mercat, però va ser aturat a l'espera de la resolució de les reclamacions de les terres indígenes.
El 1971 Richard Nixon va promulgar l'Alaska Native Claims Settlement Act, una llei segons la qual els nadius renunciaven a reclamar les terres a canvi de l'accés a 44 milions d'acres (180.000 km²) de terra i el pagament de 963 milions de dòlars. L'acord va ser dividit entre les corporacions regionals, urbaness i rurals, que administraren els seus fons amb diferents graus d'èxit.

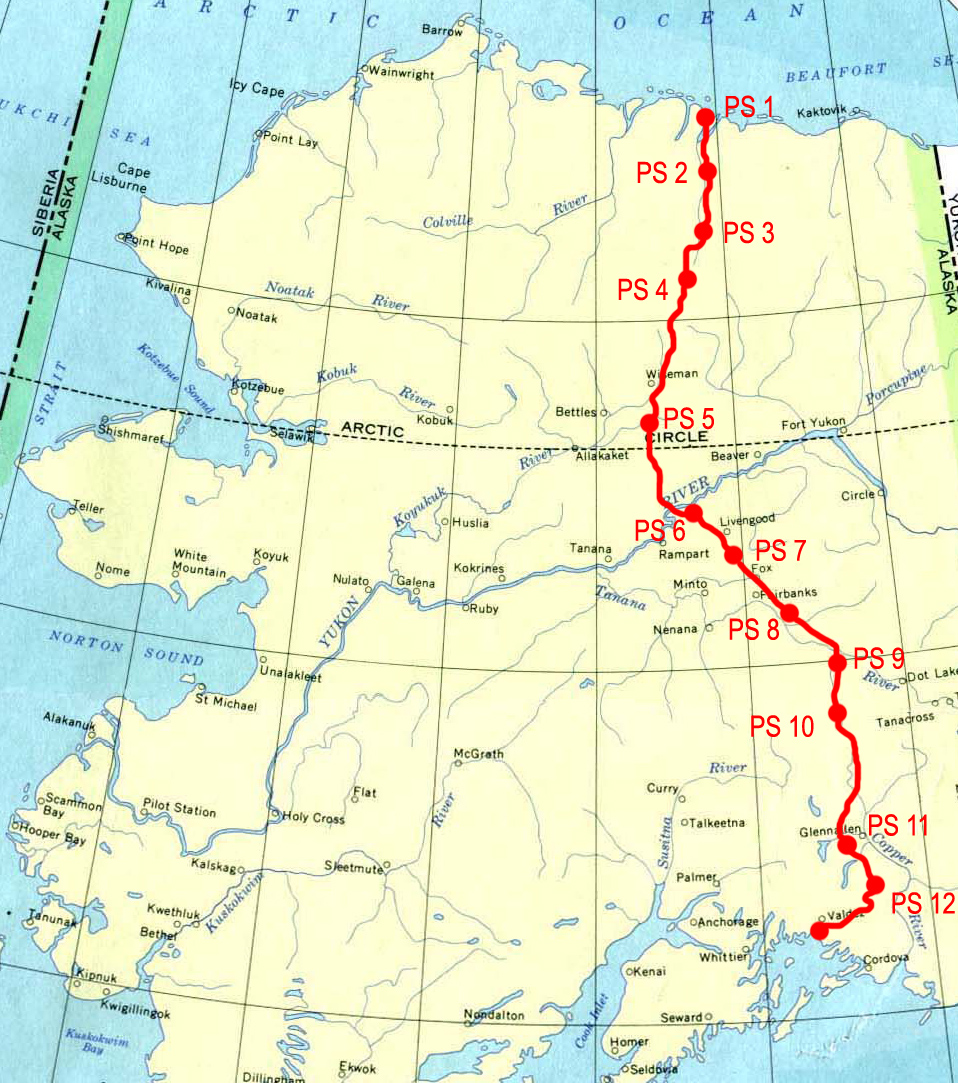
Mapa de l'Oleoducte Trans-Alaska.

Amb tot, l'única manera de posar el petroli d'Alaska al mercat era construir un oleoducte que enllacés, després de quasi 1.300 quilòmetres, els jaciments de la costa àrtica fins a un port lliure de gel, al sud. Això implicà superar importants reptes d'enginyeria. Entre la North Slope i Valdez hi havia falles actives, tres serralades, sòl pantanós gelat i les rutes de migració de caribús i ants. L'oleoducte Trans-Alaska s'acabà el 1977, amb un cost total de 8 mil milions de dòlars.
L'oleoducte va permetre treure un gran rendiment al petroli. Els ingressos per capita van augmentar a tot l'estat, sent-ne beneficiats gairebé totes les comunitats. Els líders estatals estaven decidits que aquest auge no desaparegués tan prompte com s'acabés el petroli i per aquest motiu el 1976 van modificar la constitució de l'estat per crear l'Alaska Permanent Fund, on s'inverteix una quarta part de tots els ingressos que generen l'explotació de tots els minerals i petroli. Des de 1993 el fons ha generat més diners que els camps de petroli de Prudhoe Bay, els quals estan en retrocés. El març de 2005 el valor del fons era de 30 mil milions de dòlars.

#### L'ecologisme, l'Exxon-Valdez i ANWR
La producció de petroli no és l'únic valor econòmic d'Alaska. Durant la segona meitat del segle XX Alaska va trobar en el turisme una important font d'ingressos. El turisme es va popularitzar després de la Segona Guerra Mundial, quan els soldats estacionats a la regió van tornar a casa lloant la seva natura. L'autopista Alcan, construïda durant la guerra, i l'Autopista Marina d'Alaska, acabada el 1963, va fer que l'estat fos més accessible que abans. El turisme fou cada vegada més important, i en l'actualitat són més d'1,4 milions de persones els que visiten l'estat cada any.
Junt amb el turisme cal afegir una major consciència ecologista. L'Alaska National Interest Lands Conservation Act (ANILCA) de 1980 va afegir 53,7 milions d'acres (217,000 km²) al sistema National Wildlife Refuge, parts de 25 rius al National Wild and Scenic River, 3,3 milions d'acres (13.000 km²) al United States National Forest i 43.600.000 d'acres (176,000 km²) al National Park Service. Degut a aquesta llei, dos terços de tots els parcs nacionals dels Estats Units es troben a Alaska. Avui en dia, més de la meitat de les terres d'Alaska són propietat del Govern Federal.

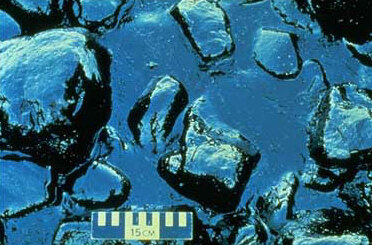
Petroli a les roques de la costa de Prince William Sound després de la marea negra.

Les possibles repercussions ambientals de la producció de petroli es van fer evidents amb el vessament de petroli de l'Exxon Valdez de 1989. El 24 de març el petrolier Exxon Valdez va encallar al Prince William Sound, alliberant 240.000 barrils de petroli que es van estendre per 1.800 km de costa. D'acord amb el United States Fish and Wildlife Service almenys 300.000 aus marines, 2.000 llúdrigues i altres animals marins van morir a causa del vessament. La despesa per netejar el vessament durant el primer any pujà a 2 mil milions de dòlars. La neteja continuà durant la dècada de 1990. Els estudis del govern demostren que el petroli i el procés de neteja van danyar l'ecologia de la regió. El Prince William Sound sembla haver-se recuperat, però els científics encara discuteixen l'abast de la recuperació.
Actualment la tensió entre conservació i desenvolupament es troba a l'Arctic National Wildlife Refuge (ANWR). La qüestió de si s'ha de permetre la perforació de petroli a la zona és un tema que s'arrossega des de l'època de Jimmy Carter. Estudis realitzats pel Servei Geològic dels Estats Units han demostrat que la "zona 1002" de l'ANWR, situat a l'est de Prudhoe Bay, conté grans dipòsits de petroli. Tradicionalment la gent d'Alaska, els sindicats i els interessos comercials recolzen les perforacions, mentre que els grups ecologistes i molta gent del Partit Demòcrata s'hi oposen. Entre les tribus el suport està dividit.